# Le Thuit-Anger
Pour les articles homonymes, voir Thuit.
Le Thuit-Anger est une ancienne commune française, située dans le département de l'Eure en région Normandie, devenue le 1er janvier 2016 une commune déléguée au sein de la commune nouvelle du Thuit de l'Oison.

## Géographie
La commune est limitrophe des villes de Saint-Ouen-du-Tilleul, de La Saussaye, du Thuit-Signol, du Bosc-Roger-en-Roumois et de Saint-Pierre-des-Fleurs. Enfin, elle est aussi limitrophe du département de Seine-Maritime avec la ville d'Elbeuf.

## Toponymie
Le nom de la localité est attesté sous les formes Tuit Ansger vers 1180 (aveu du Bec), Tuit Ansgeri vers 1208 (charte de Luc, évêque d’Évreux), Teut Angier en 1221 (cartulaire du chap. d’Évreux), Tuit Angier en 1501 (comptes de la vicomté d’Elbeuf), Thuitus Angerii en 1508 (p. d’Évreux), Le Tui Ange en 1631 (Tassin, Plans et profilz).
Thuit est un appellatif toponymique normand issu du vieux norrois thveit dans certains cas et du vieux danois thwēt dans d'autres et signifiant « essart » (terrain défriché).

## Politique et administration
| Période                                  | Période   | Identité             | Étiquette | Qualité     |
| ---------------------------------------- | --------- | -------------------- | --------- | ----------- |
| mars 2001                                | mars 2007 | Éric Verbrigghe      | SE        | Cultivateur |
| mars 2007                                | 2015      | Christine Van Duffel | DVG       | Professeur  |
| Les données manquantes sont à compléter. |           |                      |           |             |

## Démographie
L'évolution du nombre d'habitants est connue à travers les recensements de la population effectués dans la commune depuis 1793. À partir du 1er janvier 2009, les populations légales des communes sont publiées annuellement dans le cadre d'un recensement qui repose désormais sur une collecte d'information annuelle, concernant successivement tous les territoires communaux au cours d'une période de cinq ans. 
Pour les communes de moins de 10 000 habitants, une enquête de recensement portant sur toute la population est réalisée tous les cinq ans, les populations légales des années intermédiaires étant quant à elles estimées par interpolation ou extrapolation. Pour la commune, le premier recensement exhaustif entrant dans le cadre du nouveau dispositif a été réalisé en 2007,.
En 2013, la commune comptait 644 habitants, en évolution de +2,38 % par rapport à 2008 (Eure : +2,66 %, France hors Mayotte : +2,49 %).
| 1793 | 1800 | 1806 | 1821 | 1831 | 1836 | 1841 | 1846 | 1851 |
| ---- | ---- | ---- | ---- | ---- | ---- | ---- | ---- | ---- |
| 390  | 407  | 412  | 426  | 420  | 396  | 415  | 353  | 358  |

| 1856 | 1861 | 1866 | 1872 | 1876 | 1881 | 1886 | 1891 | 1896 |
| ---- | ---- | ---- | ---- | ---- | ---- | ---- | ---- | ---- |
| 391  | 338  | 366  | 403  | 397  | 341  | 314  | 318  | 286  |

| 1901 | 1906 | 1911 | 1921 | 1926 | 1931 | 1936 | 1946 | 1954 |
| ---- | ---- | ---- | ---- | ---- | ---- | ---- | ---- | ---- |
| 268  | 284  | 240  | 241  | 235  | 234  | 208  | 202  | 230  |

| 1962 | 1968 | 1975 | 1982 | 1990 | 1999 | 2007 | 2012 | 2013 |
| ---- | ---- | ---- | ---- | ---- | ---- | ---- | ---- | ---- |
| 263  | 305  | 382  | 644  | 645  | 584  | 629  | 644  | 644  |

## Culture locale et patrimoine

### Lieux et monuments
- Église Saint-Ouen[8].
- Château.
- Croix de cimetière du Thuit-Anger.

### Patrimoine naturel

#### Site classé
- L'église et son porche, le cimetière avec le calvaire, un if et le monument aux morts,  Site classé (1928)[9].

#### Site inscrit
- L'allée de Tilleuls,  Site inscrit (1931)[10].

### Héraldique
|  | Les armes de la ville se blasonnent ainsi : d’azur au chevron d’or accompagné, en pointe, d’une roue de quatre rayons du même soutenues d’un massacre de cerf d’argent, au chef engrêlé du même chargé de trois molettes d’éperon de gueules. |